# Фостерволль, Альв Якоб
Альв Якоб Фостерволль (норв. Alv Jakob Fostervoll, 20 января 1932, Кристиансунн, Норвегия — 15 июня 2015) — норвежский государственный деятель, министр обороны Норвегии (1971—1972 и 1973—1976).

## Биография
Родился в семье инженера. С 1955 по 1977 гг. служил в Вооруженных силах Норвегии. Одновременно он окончил педагогическое училище и с 1956 по 1967 гг. работал учителем в средней образовательной школе Кристиансунна. С 1957 по 1962 гг. он являлся председателем Совета по вопросам развития школьного спорта этой коммуны, а с 1960 по 1967 гг. — председателем комиссии по делам молодежи.
С конца 1950-х гг. началась его политическая карьера на коммунальном уровне — с 1959 по 1967 гг. он входил в состав местного совета Кристиансунна.
В 1961 г. он окончил курсы для преподавателей в Стокгольме, а в 1962 г. — курсы повышения квалификации для педагогических работников в норвежском Тронхейме. С 1962 по 1965 гг. избирался председателем Ассоциации работников образования для рабочих и взрослого населения (Arbeidernes Opplysningsforbund). В 1967—1977 гг. находился на должности ректора начальной школы Gomalandet (одного из районов Кристиансунна).
Одновременно избирался председателем Норвежской рабочей партии в Нурмёре (1965—1969), заместителем председателя коммунального совета Кристиансунна (1967—1969) и одновременно членом регионального парламента губернии Мёре-ог-Ромсдал.
С 1969 по 1977 избирался членом норвежского стортинга от Ромсдала.
В 1971—1972 и 1973—1976 гг. — министр обороны Норвегии в двух кабинетах Трюгве Браттели. С 1972 по 1973 гг. занимал пост председателя комитета по содействию работы разведывательных служб в сфере оборонной политики.
В 1976—1977 гг. являлся председателем комитета по вопросам муниципального развития и экологии стортинга. С 1976 по 2007 гг. возглавлял комиссию по вопросам проведения военных учений, а с 1977 по 1982 гг. входил в состав Координационного совета по вопросам гражданской обороны.
В 1977—2002 гг., на протяжении 25 лет, являлся губернатором Мёре-Ог-Ромсдала. Одновременно возглавлял ряд комиссий в различных компаниях и фондах, в частности, с 1983 по 1996 гг. являлся председателем совета фонда Molde Domkirke.
В 2003—2007 гг. был председателем комитета Фестиваля Кристиансунна, а с 2004 по 2006 гг. — председателем юбилейного комитета в честь 100-летия церкви Nordlandet Kirke в Кристиансунне.
C 1995 по 2007 гг. возглавлял Норвежский Атлантический комитет.

## Награды и звания
Великий офицер первого класса ордена Данеброг (1993), командор ордена Святого Олафа (1995). командор бельгийского ордена Короны (1998).
Был награждён юбилейной медалью к 25-летию нахождения на троне короля Улафа V (1982), медалью за заслуги в обороне отечества (1984) и являлся лауреатом премии Ассоциации обороны Норвегии (1991).